# Ruth Weiss (Journalistin, 1908)
Ruth Felicitas Weiss (chinesischer Name: 魏璐诗,  Wèi Lùshī, * 11. Dezember 1908 in Wien; † 6. März 2006 in Peking) war eine aus Österreich stammende, chinesische Lehrerin, Journalistin und Lektorin. Ruth Weiss war die letzte europäische Augenzeugin des chinesischen Bürgerkriegs und der Aufbaujahre der Volksrepublik China.

## Leben
Die in Wien geborene Jüdin Ruth Weiss studierte und promovierte 1932 in Germanistik und Anglistik an der Universität Wien. 1933 kam sie mit einem Schiff nach Shanghai. Shanghai hatte in 1930er- und 1940er-Jahren einen enormen Zulauf von westlichen Ausländern, insbesondere Revolutionäre aus dem spanischen Bürgerkrieg und jüdische Emigranten und Flüchtlinge vor den Nationalsozialisten. Schon in den 30er-Jahren traf sie Song Qingling, die Witwe des Gründers der Republik China, Sun Yat-sen, und einen Kreis von Ausländern, die Kommunisten waren oder mit kommunistischen Ideen sympathisierten, darunter den Komintern-Agenten Heinz Schippe, Trudy Rosenberg, Irene Wedemeyer, Agnes Smedley, Taletha Gerlach, Maud Russel, Rewi Alley und George Hatem.
Ruth Weiss arbeitete zunächst als freie Journalistin in Shanghai. Später war sie Lehrerin an einer jüdischen Schule in Shanghai, an der Schule des Chinese Committee of Intellectual Cooperation sowie an der West China Union University (华西联合大学). Im Jahre 1944 wurde sie an der Botschaft Kanadas Sekretärin des Botschaftsrats. Später wechselte sie zum United Nations Picture News Office als Korrespondentin und 1945 zum China Welfare Fund (中国福利基金会). Ein Jahr später war sie für die Radio Division des UNO Sekretariats in New York tätig, wo sie einen Chinesen kennenlernte und heiratete. Sie hatten zwei Söhne, doch die Ehe wurde bald geschieden und Ruth Weiss kehrte mit den beiden Kindern nach China zurück. Von 1951 bis 1965 war sie Lektorin beim Verlag für fremdsprachige Literatur in China. 1965 wechselte sie als Journalistin zur Zeitschrift „China im Bild“ (人民画报). Sie war Vorstandsmitglied des Chinesischen Übersetzerverbandes.
Ruth Weiss war 1955 eine von rund einhundert Ausländern, wie beispielsweise die Ärzte Hans Müller aus Düsseldorf, Richard Frey aus Wien oder dem US-Amerikaner George Hatem (Ma Haide), Lehrer wie Käthe Zhao aus Berlin und die Schweizerin Olga Lee, Journalisten und Autoren wie Israel Epstein und der Neuseeländer Rewi Alley oder die deutsche Fotografin Eva Siao, die die chinesische Staatsbürgerschaft erhielten. Sie lebte bis kurz vor ihrem Tod im Freundschaftshotel in Peking.
1983 gehörte sie zu den elf berühmten „ausländischen Experten“, die von der KP in Peking zu Mitgliedern der 6. und 7. Politischen Konsultativkonferenz des chinesischen Volkes (PKKCV) ernannt wurden.
Nachdem sie 2006 im Alter von 97 Jahren verstorben war, fand sie auf dem Song-Qingling-Friedhof (宋庆龄陵园) von Shanghai ihre letzte Ruhe.

## Werke
- Die Peking-Oper von Eva Siao, Deutsch von Ruth Weiss, Verlag Neue Welt Peking, 1958.
- Das kleine China-Handbuch, Verlag für fremdsprachige Literatur Peking, 1958.
- Die Briefmarken der Volksrepublik China, Verlag für fremdsprachige Literatur Peking, 1958.
- Lu Xun. A Chinese Writer for All Times, Beijing, New World Press 1985, ISBN 0-8351-1675-1.
- Rewi Alley Remembered. In: Rewi Alley. A Collection in Memory, Beijing, New World Press, ISBN 7-80005-321-0.
- Am Rande der Geschichte – Mein Leben in China, Zeller-Verlag Osnabrück 1999; Neuauflage 2005 wagener-edition, ISBN 3-937283-06-4.